# Ormen Friske

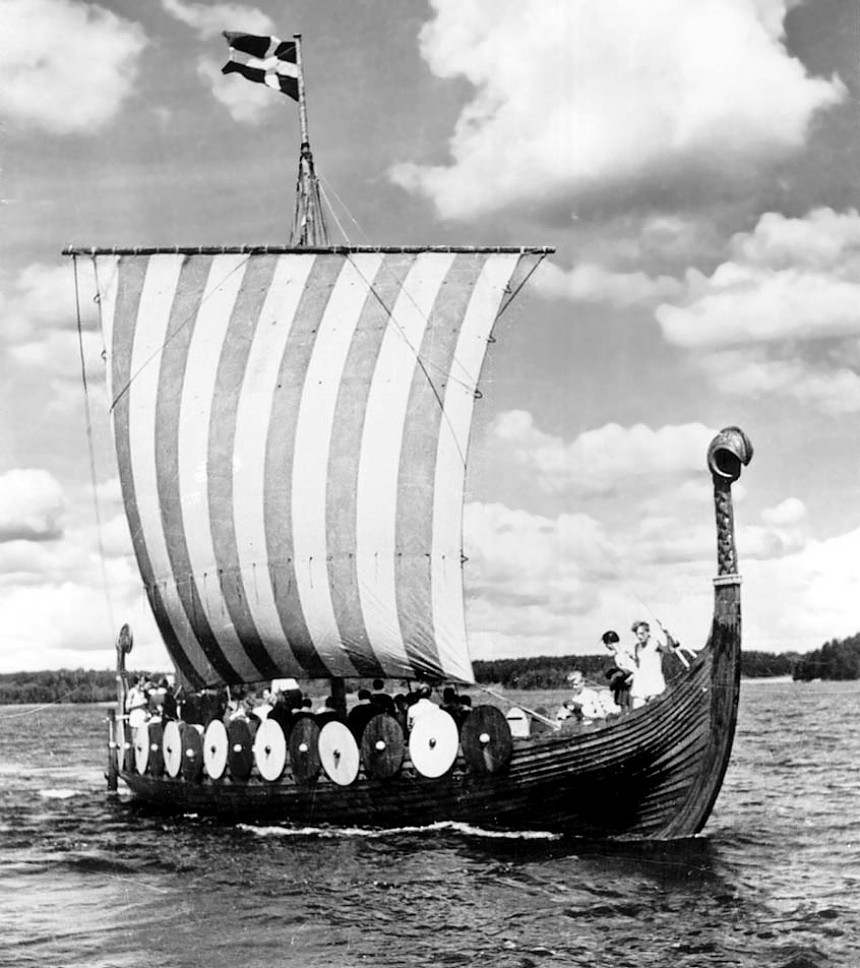
Ormen Friske 1949.

Ormen Friske var en svensk kopia av ett norskt vikingaskepp. Ormen Friske byggdes våren 1949 vid Frisksportförbundets kursgård i Stensund i Södermanland och sjösattes där i juni samma år. Skeppet gick under i en storm på Tyska bukten i Nordsjön midsommaren 1950. De 15 ombordvarande, alla svenskar, omkom.

## Den sista seglatsen

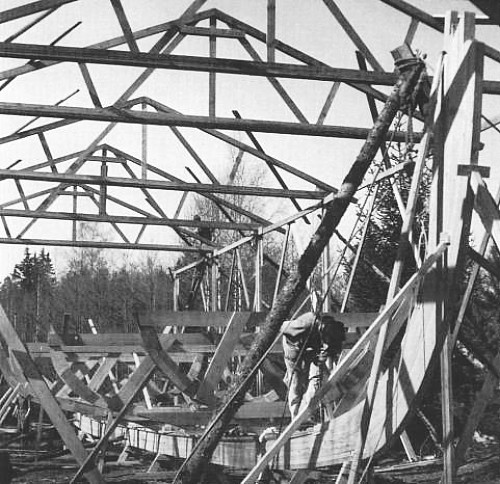
Båtbygget vid Stensunds slott, 1949.

Befälhavare ombord under den sista seglatsen var Sten Schröder, initiativtagare till projektet och ledare inom Frisksportförbundet. Besättningsmedlemmarna var alla vältränade, aktiva frisksportare. Sommarstormar är ovanliga på Nordsjön, men Ormen Friske hamnade mitt i oväder av värsta slag. När skeppet tidigt på morgonen lämnade Elbes mynning, efter att ha bogserats genom Kielkanalen, var vädret vackert och vädertjänsten hade inte utfärdat några varningar. Under dagen blåste det upp mycket snabbt. 
Ormen Friske observerades på sin färd över Nordsjön från ett fyrskepp, några lastfartyg och en handfull hummerfiskebåtar. När vädret under natten försämrades dramatiskt sökte hummerfiskeflottan, ett 20-tal båtar, skydd i Helgolands hamn. Ön ligger mitt i Tyska bukten. Två fiskare uppgav att de påföljande dag med egna ögon på avstånd sett hur också Ormen Friske tycktes försöka komma i lä där. Några överlevande vittnen efter haveriet fanns inte.
Helgoland saknade sedan andra världskriget befolkning då det i flera år användes som övningsområde för det brittiska och amerikanska strategiska bombflyget. Ungefär samtidigt som Ormen Friske gick under inledde amerikanskt flyg en bombfällning på Helgoland. Hummerbåtarnas besättningar tog då skydd i en bunker från kriget. Några belägg för att Ormen Friske träffades av någon bomb finns inte. Att bombningen tvingat besättningen till en kursändring, som indirekt bidragit till olyckan, är fullt tänkbart men omöjligt att belägga. 
Tyska myndigheter tillvaratog stora delar av skrovet och tryckte upprepade gånger på för att få till stånd en sakkunnig utredning. Men Sveriges representant på platsen, generalkonsuln i Hamburg, beslutade efter en tid att ingen undersökning skulle göras. Vraket röjdes bort. Det bristande engagemanget från svenska utrikesdepartementet och andra myndigheter när det gällde att utreda olyckan har tolkats som att de inte ville bidra till att dra uppmärksamheten till de västallierades krigsförberedelser och Helgolands viktiga roll. Världsläget var vid denna tid ytterst farligt. Koreakriget utbröt samma dag som de första omkomna från Ormen Friske påträffades. Av de femton ombordvarande, hittades sammanlagt kropparna av åtta, vilka kunde sändas till Sverige och begravas.
Flera månader efter haveriet hittades en flaskpost på den danska Nordsjökusten. "Hjälp! Ormen Friske! Bombardemang!" löd texten. Den danska polisen skickade lappen till Stockholm för kriminalteknisk undersökning, men någon sådan kom inte till stånd. Flaskposten kan vara äkta men lika gärna ett dåligt skämt.
Minnesstenar över de döda på Ormen Friske finns dels vid Stensunds folkhögskola utanför Trosa (bilden), dels på den nordfrisiska (tyska) ön Pellworm. En kopia av minnesstenen från Pellworm finns på kyrkogården vid Kalmar kyrka i Uppland. Den restes efter en av de omkomna, vars far var präst i församlingen.

## Ormen Friske och Gokstadsskeppet

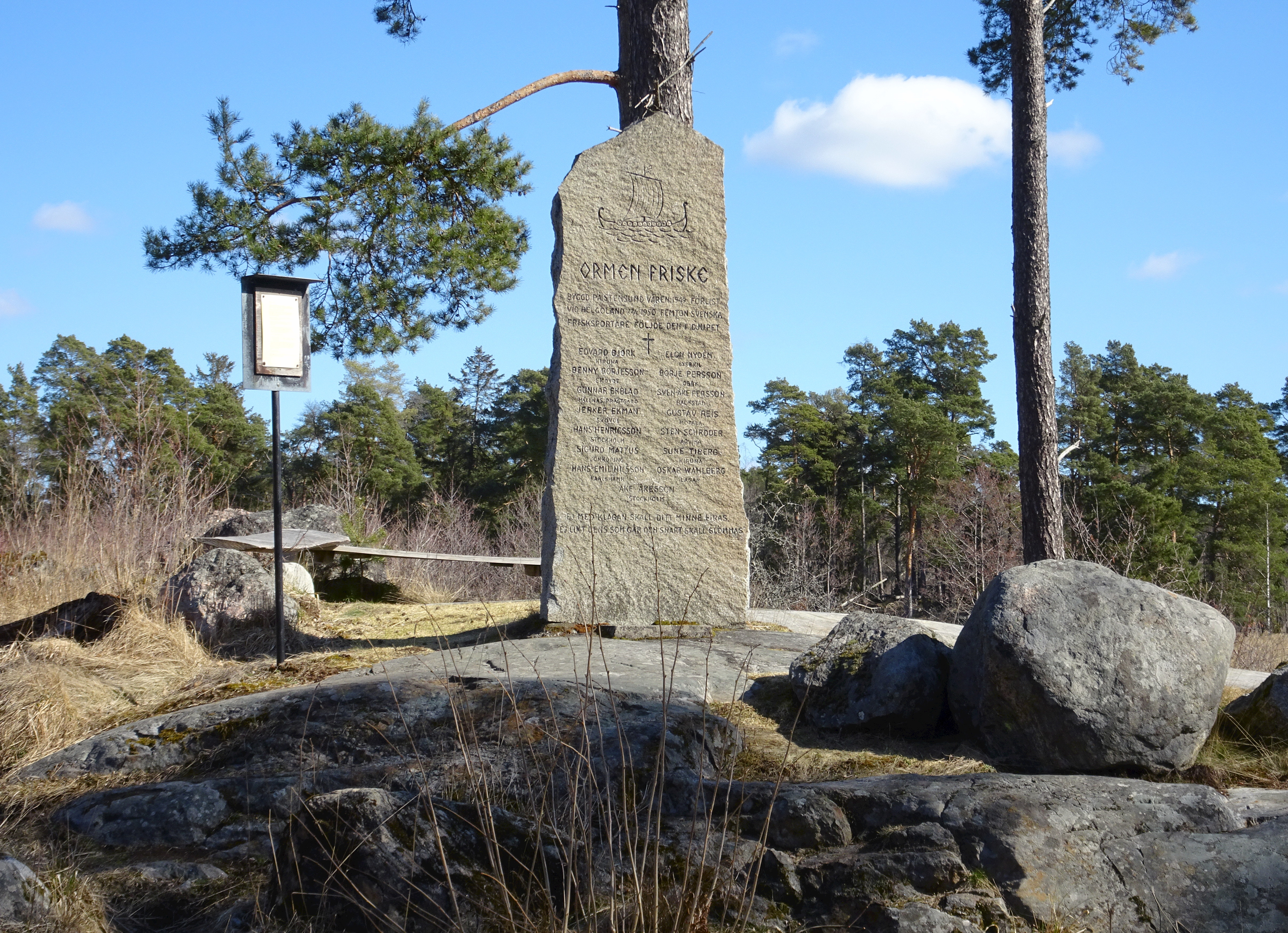
Minnesstenen vid Stensunds slott.

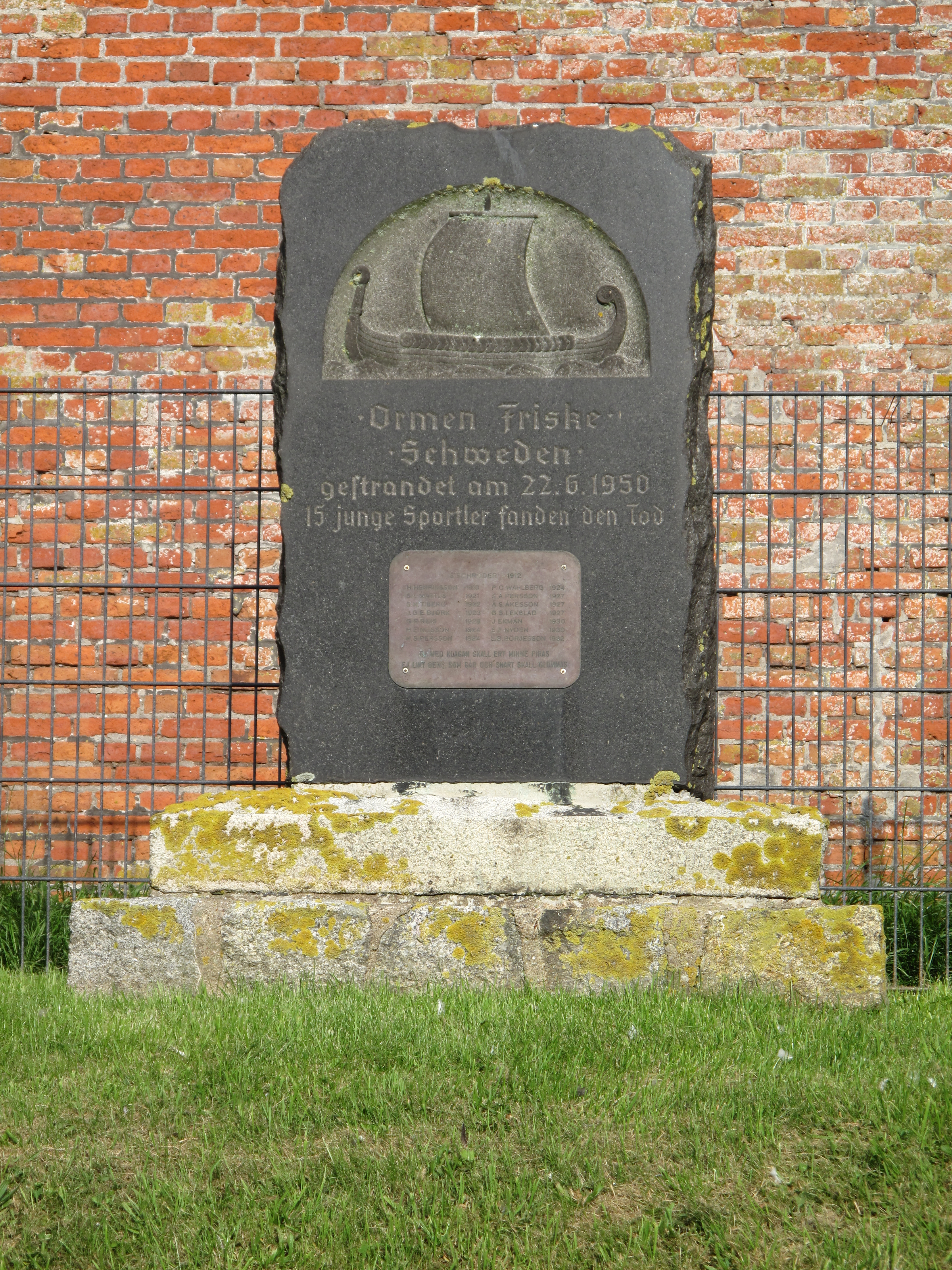
Minnessten på den nordfrisiska ön Pellworm.

Det vikingatida Gokstadsskeppet, som var förebild till Ormen Friske, var byggt helt i ek. Borden var sammanfogade med järnnitar. Spant och knän hade varit naturvuxna, och surrade med valbard till ursparade klampar i borden. 
Ormen Friske var byggt efter de arkeologiska uppmätningsritningarna från utgrävningarna av Gokstadsskeppet, men av material och med byggmetoder som normalt användes vid ett småbåtsvarv på 1940-talet. Skeppet byggdes således genomgående i furu. Nitarna ersattes av vagnsbultar. Kölen var en limbalk, förstärkt med järnbultar. Spanten limmades och drogs ihop med järnbultar. Spanten fixerades vid borden med trädymlingar. 
Omedelbart efter haveriet framfördes från flera håll kritik mot Ormen Friskes konstruktion. Det påpekades att skeppet ursprungligen byggts för uppvisningsändamål och att det inte varit avsett för djuphavssegling. Denna kritik fördes dock inte fram i offentligheten förrän efter olyckan. Inga större problem hade heller konstaterats under blåsiga seglingar på Östersjön. Sjökapten Sam Svensson vid Sjöhistoriska museet, som ritat Ormen Friskes rigg och själv seglat skeppet, sade att skeppet hade goda segelegenskaper och i princip kunde betraktas som en kopia av Gokstadsskeppet.
Några forskare och andra intresserade har på senare år uppmärksammat Ormen Friskes haveri. I en dansk bok om vikingaskeppskopior (av marinarkeologen Søren Vadstrup) framhålls att Ormen Friske antagligen hade för liten barlast. Vadstrup ansåg även att bordläggningen av sågat virke gjort fartyget bräckligare än Gokstadsskeppet, som var byggt i kluvet och bilat virke.
Enligt en akademisk avhandling om Ormen Friske av Rune Edberg, historisk arkeolog, går det inte att avgöra om förlisningen förorsakades av svagheter i fartygskonstruktionen. En teknisk undersökning av vraket kunde ha gett viktiga svar. Enligt Edberg var vädret vid tidpunkten för olyckan så eländigt att vilken båt som helst kunde ha gått under.
Anhöriga till de omkomna som undersökte vrakdelarna kort efter katastrofen lade märke till att delarna hade rispats kraftigt. Att skadorna uppkommit när skeppet dunkat i undervattensklipporna vid Helgoland verkar troligt, eftersom den tyska Nordsjökusten dit vrakdelarna förts av tidvattenströmmen är låg och sandig. Ifall skeppet slagits sönder i samband med olyckan eller först efter att den inträffat har inte varit möjligt att fastställa.

## Debatt sedan 2004
Efter publikationen av Edbergs bok gjorde Martin Braun ytterligare undersökningar, både i Sverige och i Tyskland, vilka han publicerat på sin webbsajt. Han menade sig hitta ett grovt konstruktions- och byggfel på foton av Ormen Friskes köl. Harry Bach, en av Ormen Friskes sex båtbyggare, menade att båten inte var sjövärdig och sade sig ha varnat intensivt före resan: ”Jag varnade väl hundra gånger för detta stora företag som slutade så katastrofalt. 'Ormen' var en teaterkuliss och på sin höjd lämpad för seglatser på Djurgårdsbrunnsviken.” Det kom fram att de två tyska fiskare som sade sig ha sett fartyget under segel tvärs sjön i 11 beauforts storm, inte kan ha haft rätt; seglet hittades orevat. Det skulle därmed inte finnas några belägg för att fartyget skulle ha närmat sig Helgoland.
Edberg återkom sedan till haveriorsaken i ett par tidskriftsartiklar. Han fann Brauns slutsatser svagt underbyggda och otillräckliga för att avgöra haveriets konkreta förlopp. Edberg vidhöll sin uppfattning att huvudorsaken till haveriet var stormen med vindbyar på 25 m/s och medelvåghöjder på 4–5 meter. Hummerfiskeflottan som befunnit sig i samma farvatten sökte lä i tid och räddade sig men det förmådde inte Ormen Friske.